# Szałyhyne
Szałyhyne  (ukr. Шалигине) – osiedle typu miejskiego we wschodniej Ukrainie, w rejonie głuchowskim obwodu sumskiego.

## Geografia
Miejscowość położona jest nad rzeką Obiesta, 15,5 km od centrum administracyjnego rejonu głuchowskiego (Głuchów), 86,5 km od stolicy obwodu sumskiego (Sumy).

## Demografia
W 2020 r. miejscowość liczyła sobie 2261 mieszkańców.

## Galeria

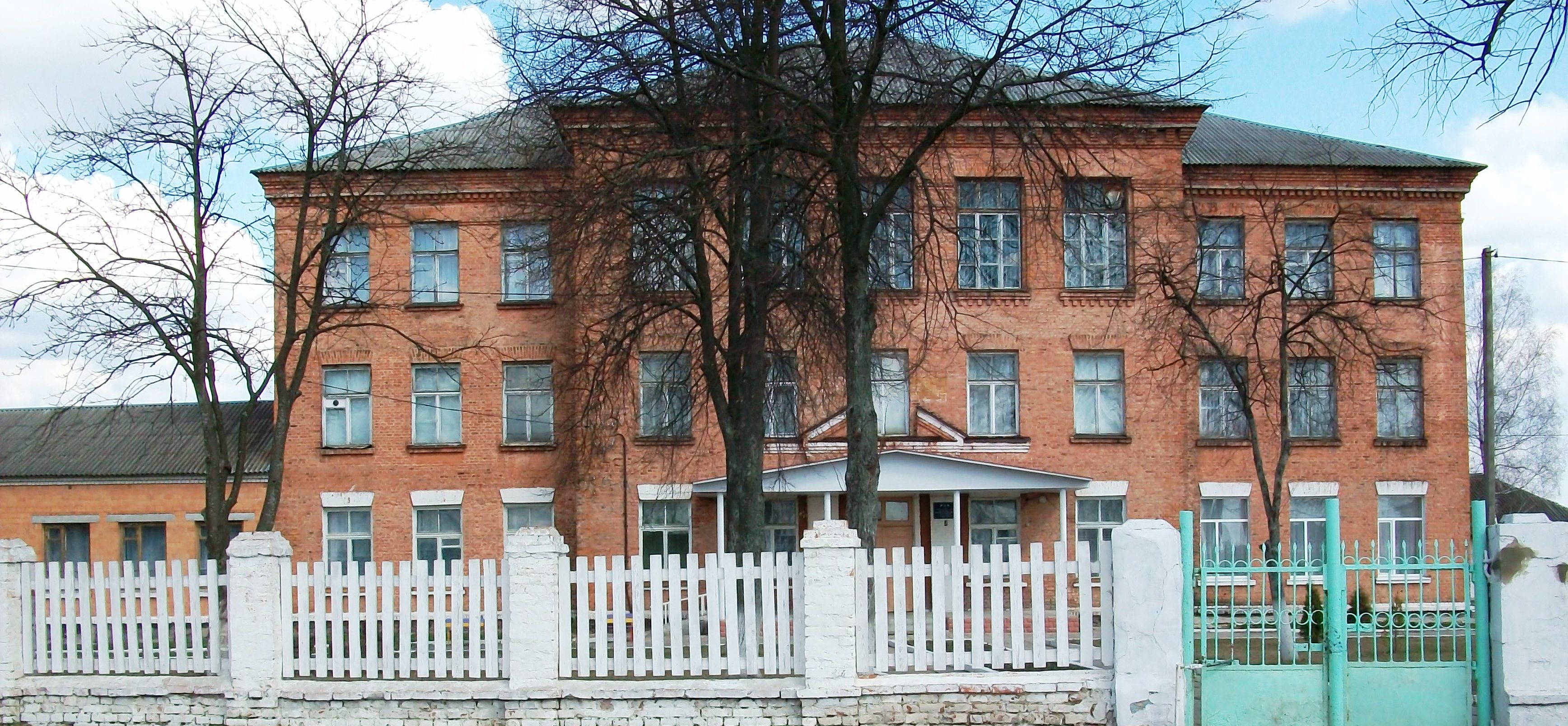
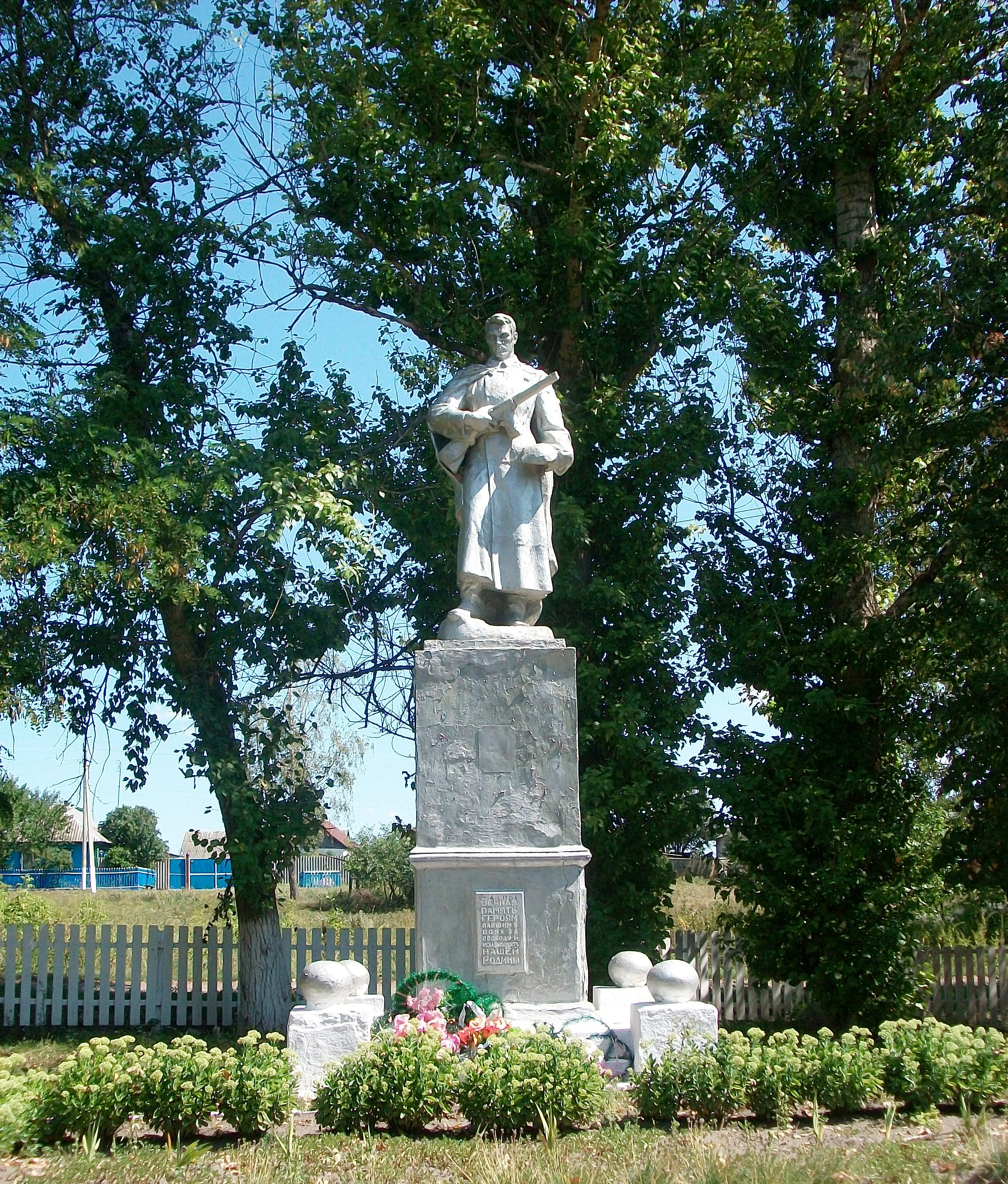
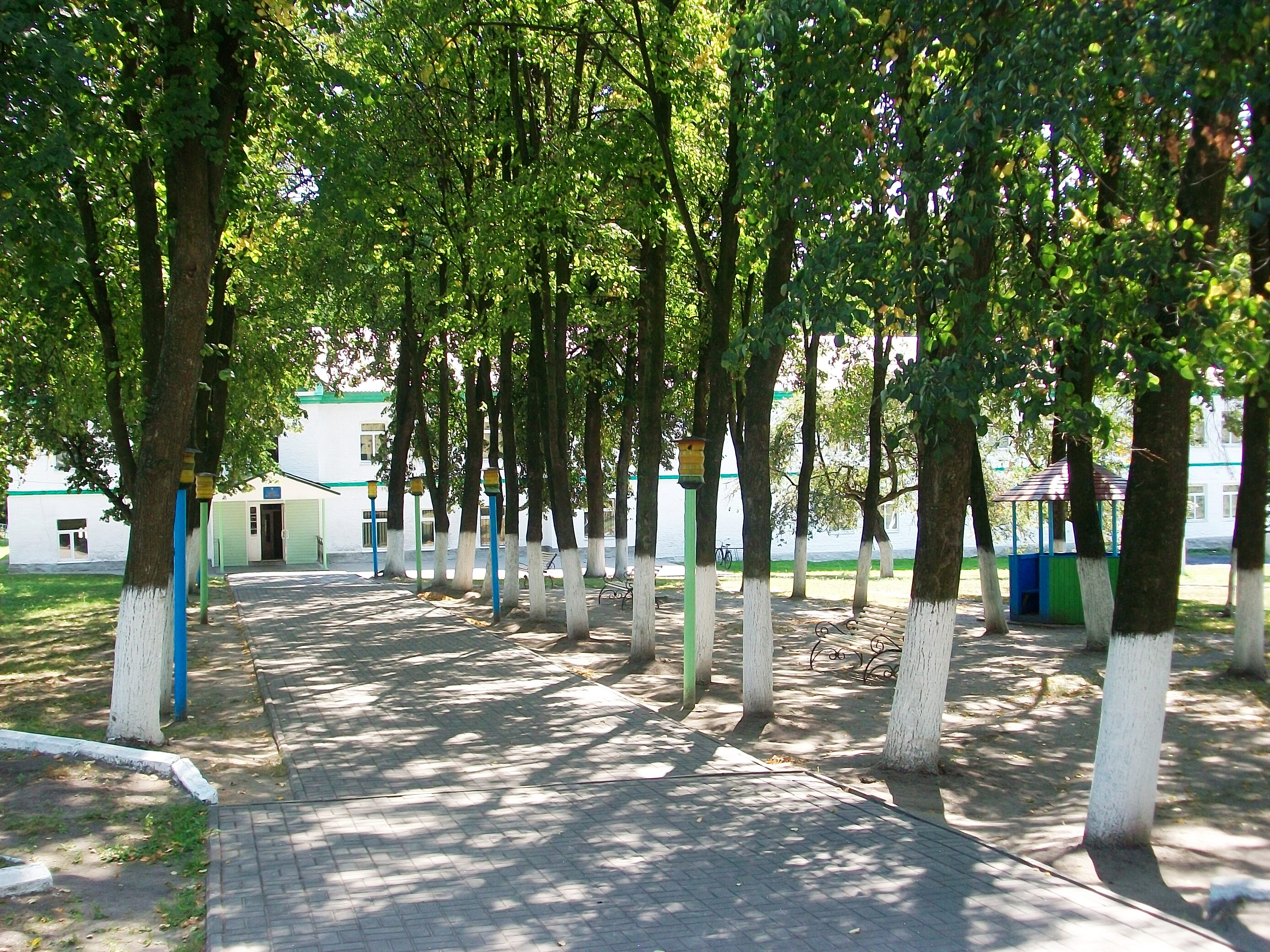
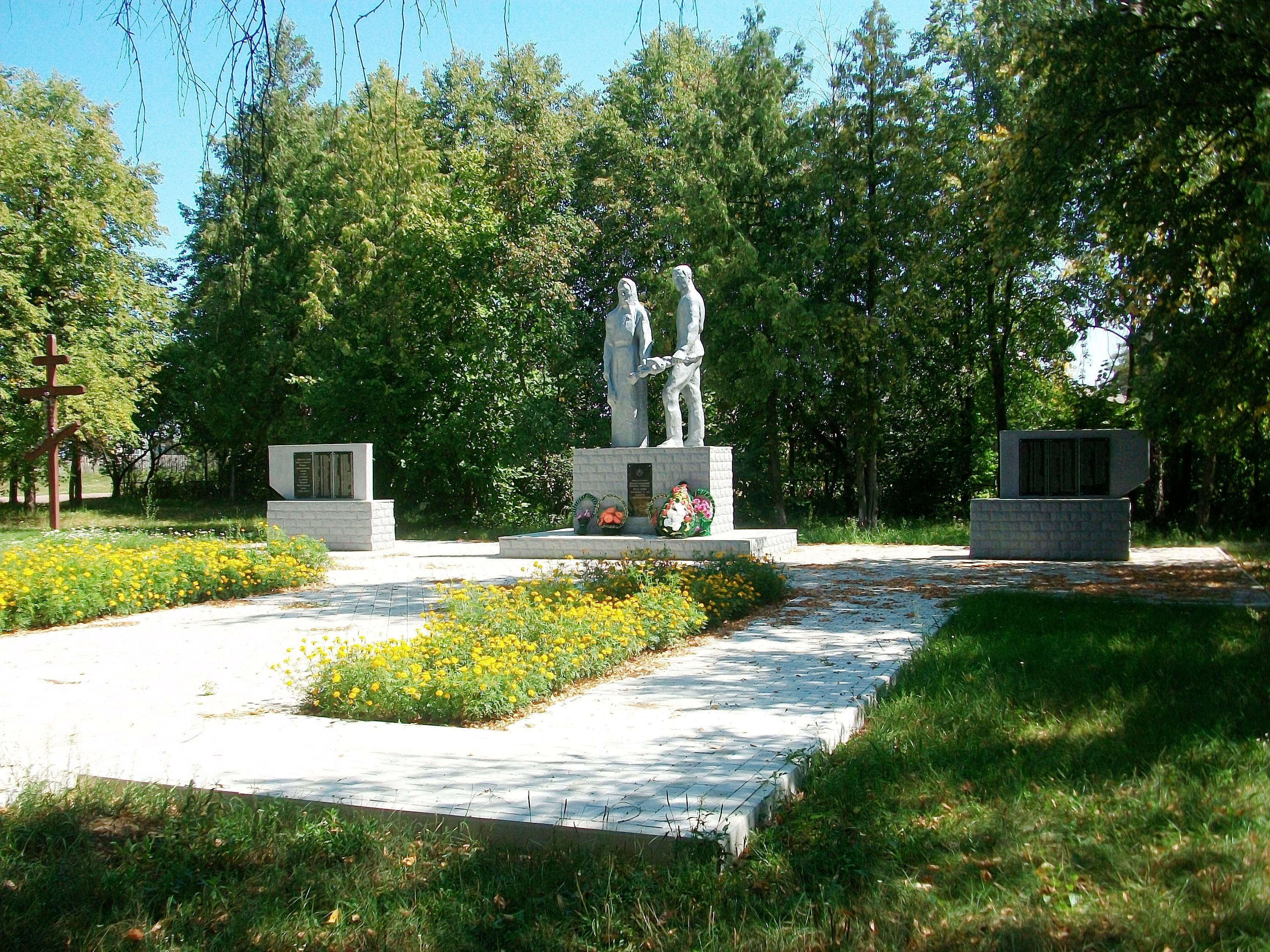
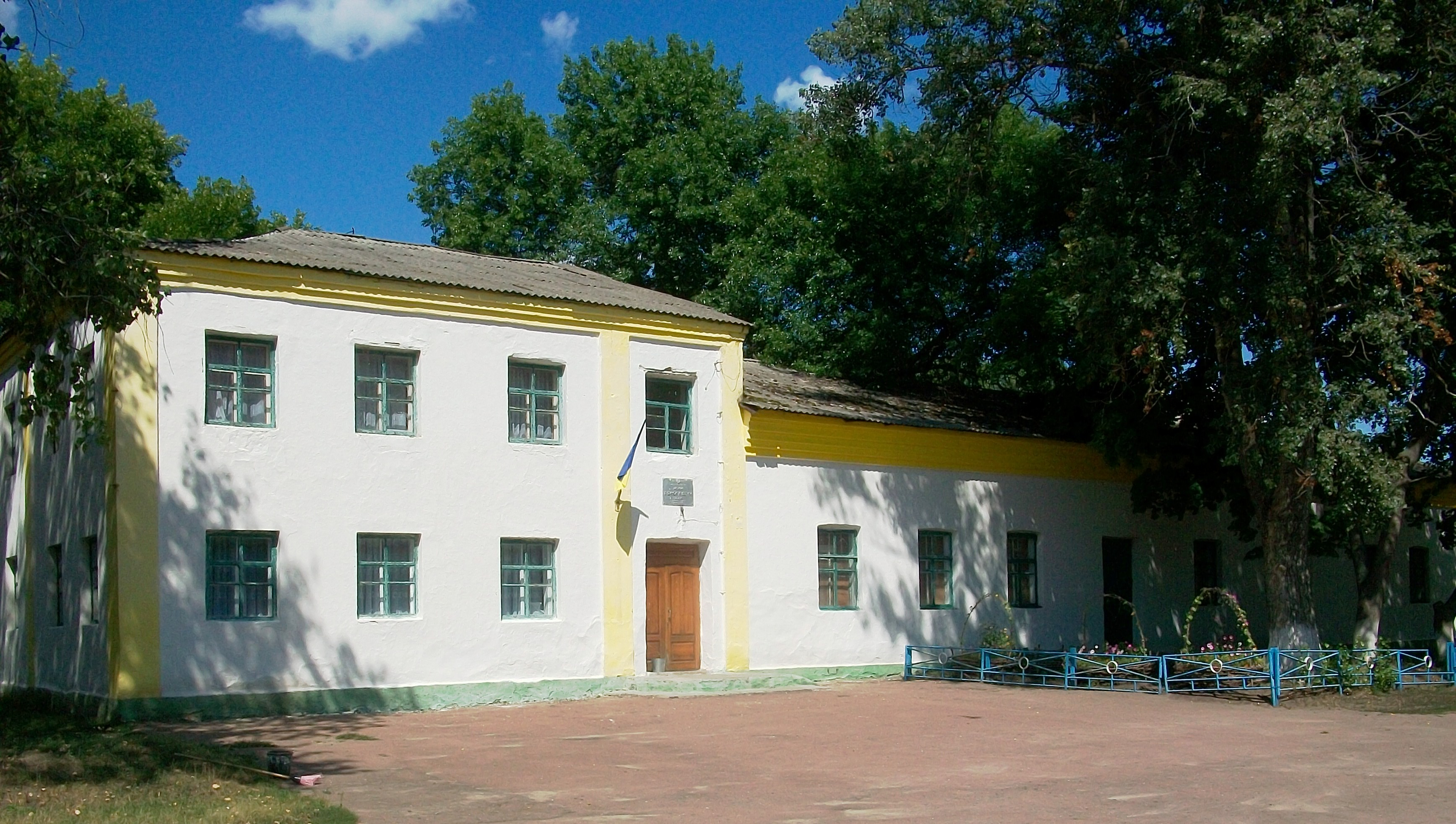